# Fosfinoxidy

Obecný strukturní vzorec fosfinoxidů

Fosfinoxidy jsou sloučeniny fosforu s obecným vzorcem OPX3. Pokud je X alkylová nebo arylová skupina, pak daná sloučenina patří mezi organofosfinoxidy; příkladem je trifenylfosfinoxid. Mezi anorganické fosfinoxidy patří mimo jiné oxychlorid fosforečný. Tyto sloučeniny jsou stabilní a rozkládají se až při teplotách nad 450 °C. Fosforyl je název funkční skupiny obsahující dvojnou vazbu mezi atomy fosforu a kyslíku.

## Struktura a vazby
Molekuly fosfinoxidů mají čtyřstěnnou geometrii s fosforovým atomem tvořícím centrum. Vazba P-O je krátká a polární. Podle teorie molekulových orbitalů tato vazba dodává volný pár elektronů z orbitalu p v kyslíkovém atomu do protivazebného orbitalu vazby fosfor-uhlík; tento model podporují výsledky získané výpočetními metodami.
Vlastnosti vazby P-O byly předmětem diskusí. Některé ji přisuzovaly vliv na vycentrování orbitalů d při vzniku vazby, což se ovšem při výpočetních analýzách nepotvrdilo. Její Lewisovská struktura spíše odpovídá koordinačně-kovalentní vazbě.

## Příprava
Fosfinoxidy se získávají jako vedlejší produkty Wittigovy reakce:
R3PCR'2 + R"2CO → R3PO + R'2C=CR"2
Také je lze připravit termolýzou hydroxidů fosfonia:
[P(C6H5)4]Cl + NaOH → (C6H5)3PO + NaCl + C6H6
V laboratořích se obvykle připravují oxidací terciárních derivátů fosfanu:
R3P + 1/2 O2 → R3PO
Nejčastěji se používají zásadité, například trialkylové, fosfiny.
Hydrolýzou fosforečných dihalogenidů rovněž vznikají fosfinoxidy:
R3PCl2 + H2O → R3PO + 2 HCl
Sekundární fosfinoxidy je rovněž možné připravit hydrolýzou chlorfosfinů. Příkladem je hydrolýza chlordifenylfosfinu na difenylfosfinoxid:
(C6H5)2PCl + H2O → (C6H5)2P(O)H + HCl

## Deoxygenace
Byla vyvinuta řada metod deoxygenace fosfinoxidů. V laboratořích se k tomuto účelu nejčastěji používá trichlorsilan. V průmyslu se používá fosgen nebo jemu podobné látky, přičemž se tvoří chlortrifenylfosfoniumchlorid, který se následně redukuje.
U chirálních fosfinoxidů se může při deoxygenaci zachovat původní chiralita, ale také se může změnit. Přeměna se objevuje při použití směsi trichlorsilanu a triethylaminu, zatímco za nepřítomnosti Lewisovy zásady k ní nedochází.
HSiCl3 + (C2H5)3N ⇋ −SiCl3 + (C2H5)3N+H
R3PO + (C2H5)3NH+ ⇋ R3P+OH + (C2H5)3N
−SiCl3 + R3P + OH → PR3 + HOSiCl3
Tato metoda je oblíbena z části díky dostupnosti nepříliš drahého trichlorsilanu, místo něj lze ovšem také použít jiné perchlorpolysilany, jako je například hexachlordisilan (Si2Cl6). Reakce fosfinoxidů s perchlorpolysilany, jako jsou Si2Cl6 nebo oktachlortrisilan Si3Cl8, v benzenu nebo chloroformu mají vyšší výtěžnost než u trichlorsilanu.
R3PO + Si2Cl6 → R3P + Si2OCl6
2 R3PO + Si3Cl8 → 2 R3P + Si3O2Cl8
Zvýšení účinnosti deoxygenace je možné dosáhnout pomocí boranů a alanů.

## Použití
Fosfinoxidy jsou ligandy použitelné na přípravu různých katalyzátorů. Snižují stabilitu karbonylových ligandů a vytvářejí cis efekt.

## Fosfinoxid
Fosfinoxid, sloučenina, od které jsou fosfinoxidy odvozeny, je nestabilní. Byl pomocí hmotností spektrometrie detekován jako produkt reakce fosfanu a kyslíku, při reakci fosfanu s ozonem pomocí infračervené spektroskopie s Fourierovou transformací a rovněž jako produkt reakce fosfanu s oxytrichloridem vanadičným a chromylchloridem. Je poměrně stabilní ve směsi vody a ethanolu (lze jej připravit elektrochemickou oxidací bílého fosforu), kde pomalu disproporcionuje na fosfan a kyselinu fosfornou. Sekundární fosfinoxidy (R2P(O)H) jsou tautomery fosfinových kyselin (R2POH).

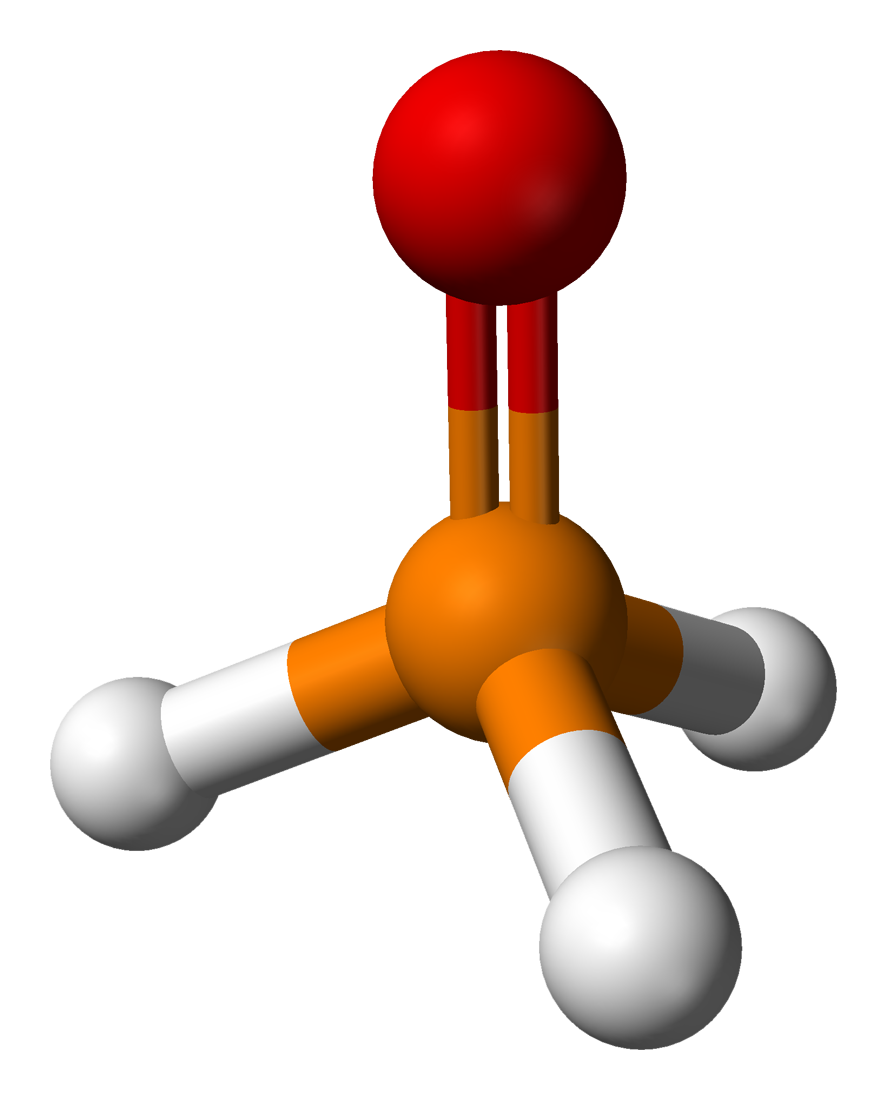
Model molekuly fosfinoxidu

Fosfinoxid je také meziproduktem polymerizace fosfanu s oxidem dusnatým na pevný produkt PxHy.